# Wielki walc
Wielki walc (ang. The Great Walz) – amerykański film biograficzny, opowiadający o życiu kompozytora Johanna Straussa (syna).

## Obsada
- Sig Ruman - Wertheimer the Banker
- Henry Hull - Cesarz Franciszek Józef
- Luise Rainer - Poldi Vogelhuber
- Fernand Gravey - Johann Strauss (syn)
- Miliza Korjus - Carle Donner
- Hugh Herbert - Julius Hofbauer
- Lionel Atwill - Anton 'Tony' Hohenfried
- Curt Bois - Kienzl
- Leonid Kinskey - Dudelman